# 타륜

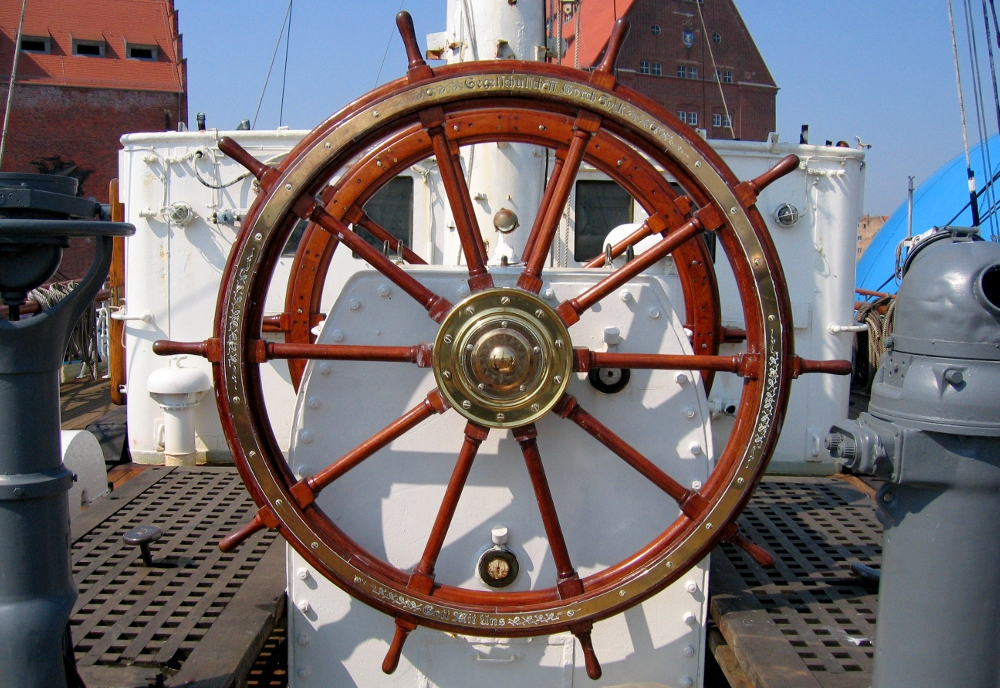
타륜

타륜(舵輪)은 선박을 조종 하고 경로를 제어하기 위해 수상 선박에 사용되는 장치다.
18세기 초에 타륜을 사용하는 선박이 많이 등장했지만 역사가들은 이 접근 방식이 언제 처음 사용되었는지 불분명하다.

## 같이 보기
- 스티어링 휠